# Roman Strzemiecki
Roman Józef Strzemiecki (ur. 23 lutego 1948) – polski dziennikarz i dyplomata, ambasador RP w Tanzanii (2000–2004).

## Życiorys
Roman Strzemiecki był przez pięć i pół roku korespondentem bliskowschodnim Polskiej Agencji Prasowej w Bejrucie i Kairze. Przez 3 lata pracował w dziale zagranicznym „Polityki”. W latach 2000–2004 ambasador RP w Tanzanii. Był doradcą politycznym polskich generałów w Iraku przez trzy lata (ok. 2008) oraz zastępcą ambasadora w Kuwejcie.
Skazany za kłamstwo lustracyjne.